# Metalectra diabolica
Metalectra diabolica är en fjärilsart som beskrevs av Barnes och Benjamin 1924. Metalectra diabolica ingår i släktet Metalectra och familjen nattflyn. Inga underarter finns listade i Catalogue of Life.